# Трапелла
Трапелла (лат. Trapella, уменьш. от Trapa) — монотипный род травянистых растений семейства Подорожниковые (Plantaginaceae). Включает единственный вид — Трапелла китайская (Trapella sinensis).

## Ботаническое описание

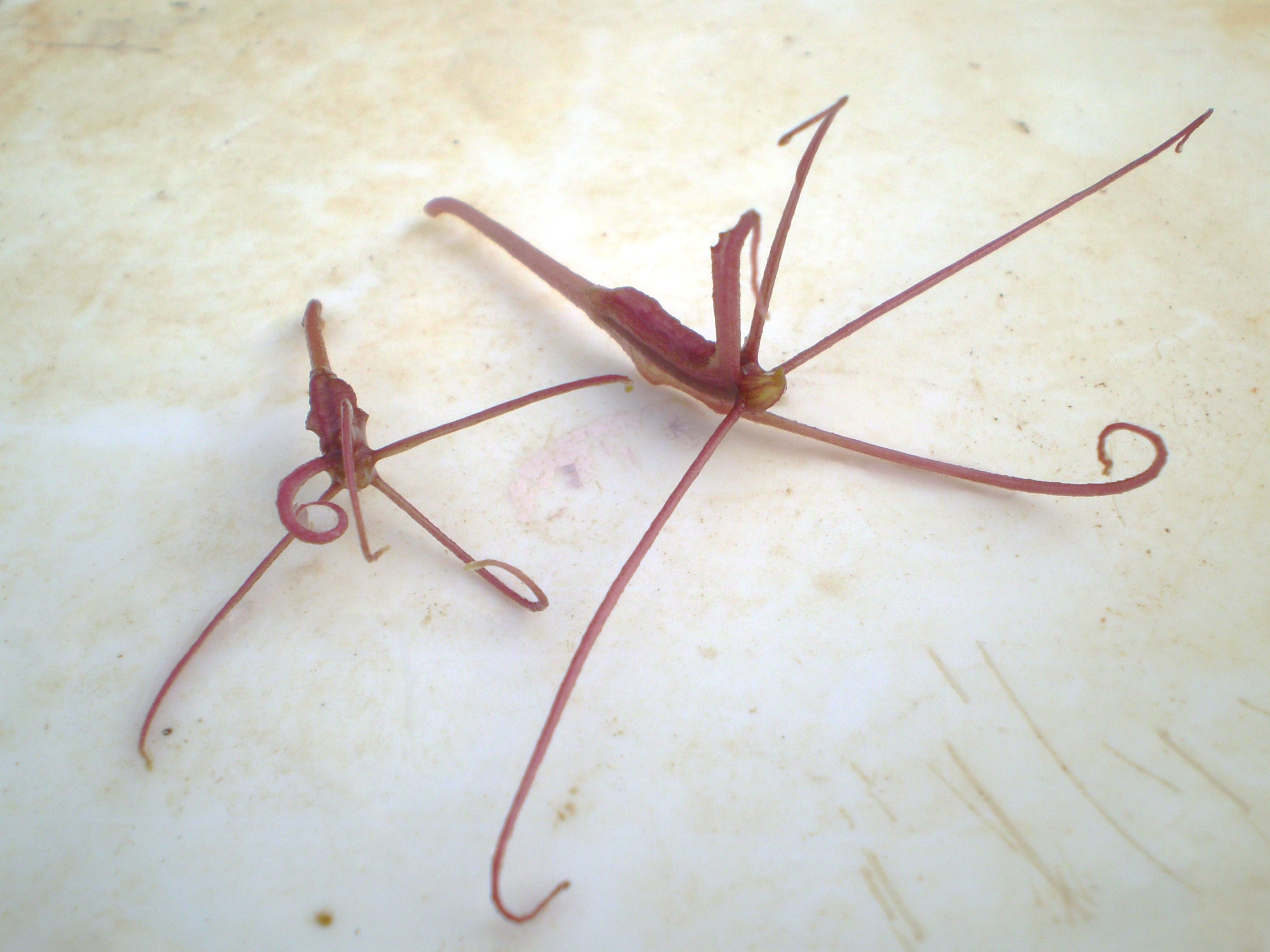
Плоды

Многолетнее травянистое водно-болотное растение. Корневища горизонтальные. Стебли ползучие, укореняющиеся в узлах, или плавающие, простые или более или менее разветвлённые, 20—50 (100 и более) см длиной. Листья супротивные, диморфные: нижние (погруженные) от линейно-ланцетных до продолговатых, верхние (плавающие) округло-дельтовидные или яйцевидно-сердцевидные.
Цветки бледно-розовые или жёлтые, одиночные, пазушные, двух типов: открытые (хазмогамные), возвышающиеся над водой, и закрытые (клейстогамные), расположенные под водой. Цветоножки утолщенные, 5—10 мм длиной. Плоды цилиндрические, на ножке, односемянные, нераскрывающиеся, 16—25 мм длиной и 4—7 мм шириной; чуть ниже остающейся чашечки, чередуясь с 5 её долями, плоды несут 5 (2 могут быть рудиментарными) остевидных, в верхней части кольцевидно согнутых, придатков, до 7 см длиной.
Цветение май—июль, плодоношение август—сентябрь. Хромосомное число 2n = 50.

## Распространение
Встречается на мелководье рек, озер и прудов, в водоотводных канавах с рисовых полей юга Дальнего Востока России, Японии, Кореи и юго-востока Китая.

## Охрана
Включён в Красную книгу России и в красные книги Амурской области (известна одна популяция в старице Амура в Архаринском районе), Еврейской автономной области (охраняется в Забеловском участке заповедника Бастак), Хабаровского края (заповедники Большехехцирский и Болоньский, Шереметьевский природный парк) и Приморского края (Ханкайский заповедник).